# Siaredniaja
Siaredniaja (pol. Manuły, biał. Сярэдняя, ros. Середняя) – wieś na Białorusi, w obwodzie mińskim, w rejonie mińskim, w sielsowiecie Szerszuny.